# Emanuel Högberg
Petrus Emanuel Högberg, född 23 mars 1891 i Gävle, död 13 februari 1985 i Stockholm, var en svensk skeppsredare.
Emanuel Högberg var son till fiskaren Erik Vilhelm Högberg. Efter studier vid Gävle borgarskola 1905–1907 och praktisk utbildning i utlandet anställdes Högberg vid Brodinska rederiet i Gävle. Efter företagets flyttning till Stockholm 1917 förestod Högberg haveri- och assuransavdelningen i AB Erik Brodins befraktningskontor. 1928 inträdde Högberg i styrelsen för Rederi AB Fredrika, vars styrelseordförande han var från 1935. Från 1933 var han VD för Rederi AB Svea och ledamot av dess styrelse. Från 1934 var Högberg även VD i holdingbolagen Aldebaran, Antares och Arcturus i Stockholm. Under Högbergs ledning genomgick Sveabolaget en omfattande nyorganisation och rationalisering, särskilt rörande rederiets kustfart. Högberg omorganiserade även verksamheten vid det Sveabolaget tillhöriga Finnboda Varv. På hans initiativ bildades 1939 föreningen Sveriges inrikessjöfart, där han var ordförande i styrelsen, och bland han uppdrag märkes att han blev styrelseledamot i Sveriges redareförening 1937 och ordförande i Stockholms hamnarbetskontor 1936 samt i föreningen Sveriges sjöfartsmuseum 1945. Högberg var ledamot av Statens krigsförsäkringsnämnd från 1938. 1941 invaldes han i Sjöfartskommittén 1939 i Göteborg.